# Finley Peter Dunne

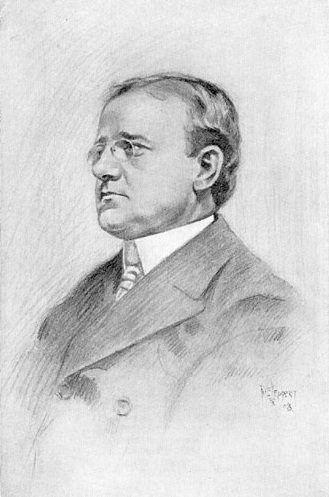
Finley Peter Dunne

Finley Peter Dunne (Chicago, Estados Unidos, 10 de julio de 1867  - 24 de abril de 1936), humorista, periodista y editor estadounidense.
Se hizo muy popular con la publicación en 1898 del libro de ocurrencias titulado Mr. Dooley in Peace and in War (y sus secuelas), escritos con la espesa verborrea y el acento de un inmigrante irlandés del condado de Roscommon, con la que el personaje Dooley pontifica en su pub irlandés en el South Side de Chicago. Fue refrendado por el presidente Theodore Roosevelt, aunque a menudo era el blanco de los ataques del Sr. Dooley. Estuvo casado con la golfista estadounidense Margaret Ives Abbott.